# JoJolion
JoJolion (ジョジョリオン, Jojorion) és un manga japonès escrit i il·lustrat per Hirohiko Araki, és la vuitena part de la sèrie popular Jojo's Bizarre Adventure. Va ser serialitzat per Shueisha en la revista de manga Seinen Ultra Jump des del maig de 2011 fins a l'agost de 2021.Posteriorment, ha sigut col·leccionat en 27 volums tankōbon.

## Trama
Ambientada en la mateixa continuïtat que Steel Ball Run, la S-City, part de la M-Prefecture (M県S市, Emu-ken, Esu-shi), va ser devastada pel terratrèmol i el tsunami de Tōhoku de 2011. Com a conseqüència, apareixen estranyes estructures conegudes col·loquialment com els Wall Eyes (壁の目, Kabe no Me) per tota la ciutat de Morioh (杜王町, Moriō-chō), amb el sòl que hi ha a sota tenint l'estranya propietat d'intercanviar trets dels dos objectes que hi hagi enterrats.
Una estudiant universitària local, anomenada Yasuho Hirose troba un jove misteriós enterrat sota un dels Wall Eyes, i emprenen una aventura junts per intentar recuperar la seva identitat. La Yasuho porta a terme la seva investigació mentre deixa el jove sota la cura del pare del seu amic de la infància, Norisuke Higashikata IV, que l'anomena "Josuke". Mentre la Yasuho descobreix la mare hospitalitzada d'en Yoshikage Kira, Holy Joestar-Kira, que pateix una forma de demència, Josuke troba el germà de la Kira, Kei Nijimura, que explica que és una fusió de Kira i algú més.
Quan Josuke interroga més tard a Norisuke sobre les seves raons per acollir-lo, s'assabenta que la família Higashikata necessita els records d'en Yoshikage Kira per acabar amb una maledicció familiar que els va petrificant gradualment. La solució s'explica com una fruita anomenada Locacaca, que cura una persona de qualsevol problema mentre en pren una part a canvi. Jobin Higashikata, el fill gran de Norisuke, ha estat utilitzant la fruiteria familiar per introduir de contraban arbres Locacaca al país en cooperació amb un grup d'éssers misteriosos basats en pedra anomenats Rock Humans.
Jobin i els Rock Humans comencen a apuntar a Josuke i Yasuho quan el primer s'assabenta de la seva altra identitat anterior, Josefumi Kujo. Abans del descobriment de Josuke, Kira i Josefumi havien robat una branca que cultivava un nou tipus de fruita Locacaca, que utilitza una altra persona com a garantia per a l'intercanvi. Després que Kira fos ferit mortalment pels humans de la roca, ell i Josefumi van empeltar i utilitzar el nou Locacaca a l'hort dels Higashikata; tots dos van caure a terra quan es va produir el terratrèmol de Tōhoku, sent enterrats sota els futurs Wall Eyes. Afrontant la revelació que ell és una fusió de Josefumi i Kira, Josuke decideix recuperar la fruita Locacaca i curar Holy; Jobin s'assabenta de la fruita i planeja curar en Tsurugi amb ella.